# Resolución 81 del Consejo de Seguridad de las Naciones Unidas
La Resolución 81 del Consejo de Seguridad de las Naciones Unidas fue adoptada el 24 de marzo de 1950. A través de una comunicación del Secretario General, el Consejo tomó nota de la Resolución 268 de la Asamblea General y decidió basar su acción en los principios contenidos en la misma, si surgiera una ocasión apropiada.
La resolución fue adoptada con 10 votos; la Unión Soviética estaba ausente cuando se llevó a cabo la votación.